# Orleans (Massachusetts)
Orleans és una població dels Estats Units a l'estat de Massachusetts. Segons el cens del 2000 tenia 6.341 habitants.

## Demografia
Segons el cens del 2000, Orleans tenia 6.341 habitants, 3.087 habitatges, i 1.771 famílies. La densitat de població era de 172,8 habitants/km².
Dels 3.087 habitatges en un 14,8% hi vivien nens de menys de 18 anys, en un 49,4% hi vivien parelles casades, en un 6% dones solteres, i en un 42,6% no eren unitats familiars. En el 37,2% dels habitatges hi vivien persones soles el 21,9% de les quals corresponia a persones de 65 anys o més que vivien soles. El nombre mitjà de persones vivint en cada habitatge era de 2 i el nombre mitjà de persones que vivien en cada família era de 2,55.
Per edats la població es repartia de la següent manera: un 13,8% tenia menys de 18 anys, un 3,5% entre 18 i 24, un 17,3% entre 25 i 44, un 29,4% de 45 a 60 i un 36% 65 anys o més.
L'edat mediana era de 56 anys. Per cada 100 dones de 18 o més anys hi havia 84,2 homes.
La renda mediana per habitatge era de 42.594 $ i la renda mediana per família de 62.909$. Els homes tenien una renda mediana de 44.246 $ mentre que les dones 30.017$. La renda per capita de la població era de 29.553$. Entorn del 2,7% de les famílies i el 6,5% de la població estaven per davall del llindar de pobresa.